# Gino Rossi (bobsleista)
Gino Rossi – włoski bobsleista, złoty medalista mistrzostw świata.

## Kariera
Największy sukces w karierze osiągnął w 1930 roku, kiedy reprezentacja Królestwa Włoch w składzie: Franco Zaninetta, Giorgio Biasini, Antonio Dorini i Gino Rossi zwyciężyła w czwórkach podczas mistrzostw świata w Caux-sur-Montreux. Był to jednak jego jedyny medal wywalczony na międzynarodowej imprezie tej rangi. Nigdy nie wystąpił na igrzyskach olimpijskich.